# Dionigi Türje
Dionigi (II) Türje (in ungherese Türje nembeli (II.) Dénes), soprannominato Dionigi Nasogrosso (in ungherese Nagyorrú Dénes; in latino cum magno nasu) (tra 1200 e 1210 – 1255), fu un potente nobile ungherese, feudatario e comandante militare nella prima metà del XIII secolo, che ricoprì diverse cariche prestigiose sotto i re Andrea II e Béla IV.
Amico d'infanzia e convinto sostenitore di Béla IV per tutta la vita, Dionigi fu inoltre il membro più importante della famiglia che deve a lui il nome, quella dei Türje.

## Biografia

### Origini familiari e monastero
Dionigi (II) discendeva dal ramo Szentgrót della famiglia dei Türje, originaria del comitato di Zala, ed era figlio di Dionigi I. Negli antichi statuti, l'insediamento di Türje, feudo eponimo della discendenza, fu menzionato per la prima volta nel 1234. In quel periodo, la famiglia in questione possedeva il villaggio e anche alcuni dei centri abitati più prossimi. In passato, lo storico János Karácsonyi aveva erroneamente ipotizzato che Dionigi II fosse figlio di Gecse e aveva tenuto distinti lui e Dionigi, il quale fu mastro cavaliere.

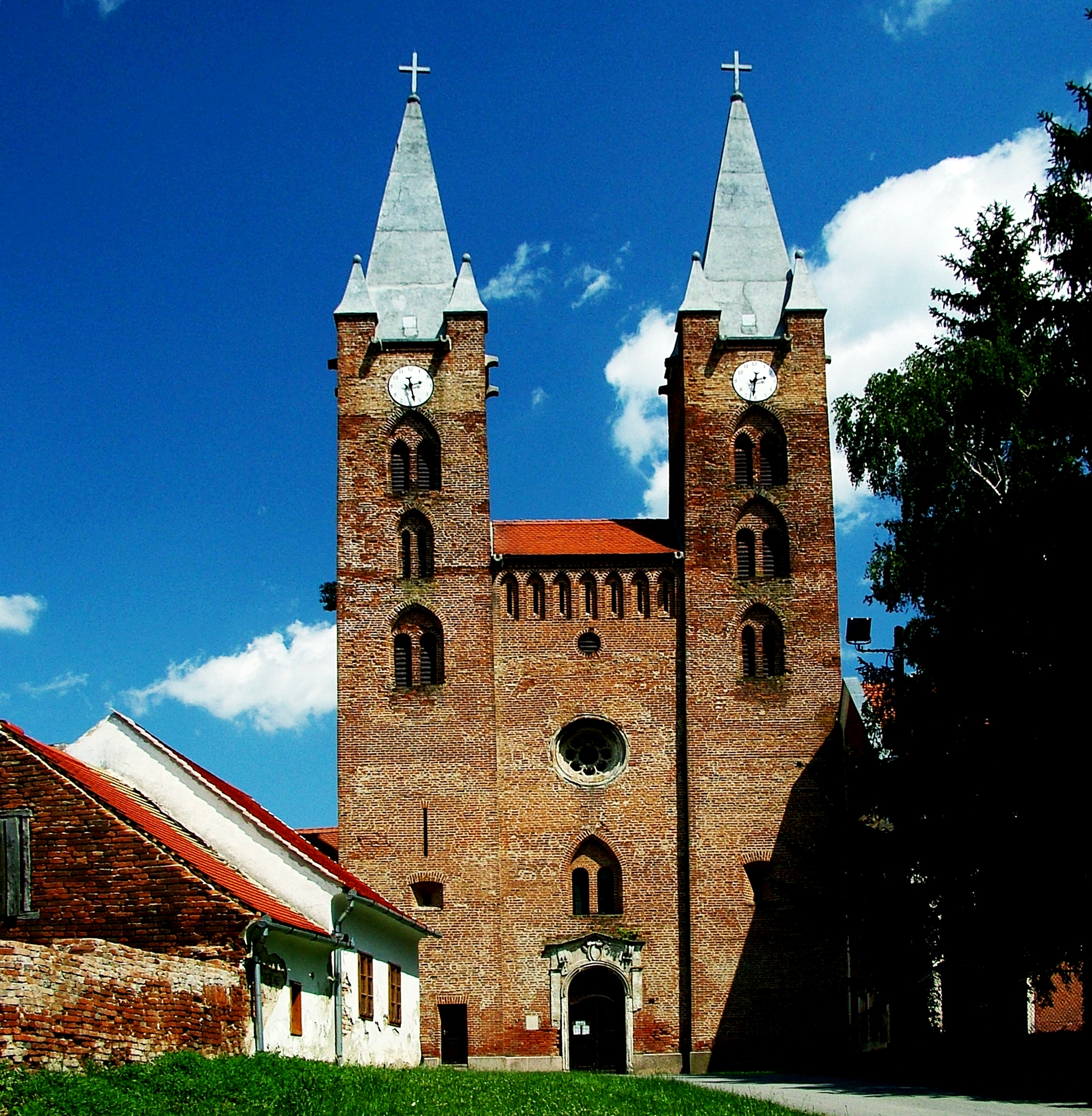
La chiesa premostratense di Türje, eretta da Dionigi Türje intorno al 1234

Uno dei suoi zii era Gioacchino, il primo conte di Hermannstadt di cui si ha conoscenza. Suo cugino era l'influente prelato Filippo e Tommaso, capostipite della famiglia degli Szentgróti. Dionigi non ebbe discendenti noti e morì senza avere figli maschi. Un certo Dionigi il Calvo della stessa famiglia è menzionato in un documento durante una causa del 1236. È possibile che questo membro della famiglia corrispondesse a un potente aristocratico detto Nasogrosso.
Prima del 1234, Dionigi Türje fondò una prepositura premostratense a Türje dedicata alla Vergine Maria. Appartenente alla diocesi di Vesprimia, invitò i canonici regolari dall'abbazia di Csorna e, ben presto, l'abbazia di Türje divenne un'importante stazione di autenticazione. Il coinvolgimento di Dionigi nella fondazione non è del tutto chiaro. Secondo una ricostruzione risalente al XVIII secolo all'interno dell'Ordine dei premostratensi, la prepositura fu istituita nel 1184, come rivelato da un'epigrafe su una parete del monastero e che attribuiva la fondazione a un certo comes Lamperto. Una lettera di donazione dalla dubbia autenticità a nome di Béla IV fa riferimento al 1241 o al 1242 come data della fondazione ad opera di Dionigi. Secondo il Catalogus Ninivensis, il quale contiene un elenco delle chiese premostratensi nell'attuale Ungheria e Transilvania (Circaria Hungariae) nel 1234, la prepositura di Türje era già stata fondata. Papa Alessandro IV si riferì a Dionigi Türje come al fondatore e benefattore del monastero nel 1260.
Durante e dopo la fondazione, Dionigi cedette diverse proprietà terriere dei parenti di Türje al monastero appena eretto. Ad esempio, nel 1247, Dionigi donò le tenute di Barlabáshida (oggi un quartiere di Pakod), Vitenyéd (la moderna Bagod), quattro strade, due mulini e la metà dei proventi derivanti dai dazi fluviali a Szentgrót alla prepositura. Egli concesse inoltre Apatovec, situato nel comitato di Križevci, ai premostratensi nel 1249. Alcuni dei suoi parenti seguirono il suo esempio compiendo delle donazioni terriere. Lo conferma il fatto che sua sorella (vedova di un certo Ákos) cedette il possesso di Batyk alla prevostura nel 1251. Dopo la sua morte nel 1255, alcuni membri della famiglia tentarono di recuperare queste tenute sostenendo che Dionigi le avesse donate senza il loro consenso. La controversia si trascinò fino al 1322.

### Primi anni
(Documento di re Béla del 1235 destinato a Dionigi, mastro cavaliere)
Dionigi nacque nel primo decennio del XIII secolo e fu sin dall'infanzia amico del duca Béla, nato nel 1206, in quanto cresciuti insieme alla corte ducale. Prima di prendere parte alla quinta crociata nel 1217, Andrea II affidò il primogenito ed erede, l'undicenne Béla al cognato arcivescovo Bertoldo di Caloccia, che portò suo nipote, Béla, al castello di Steyr nel ducato d'Austria. Il giovane Dionigi, di età simile, accompagnò Béla all'estero per poi fare ritorno in Ungheria l'anno successivo.
Per i decenni successivi, Dionigi rimase un pilastro forte del dominio del duca Béla in Slavonia (1220-1226) e poi in Transilvania (1226-1235). Il duca ebbe un rapporto teso con suo padre Andrea II, criticando la politica economica riformista del re chiamata dei "nuovi accordi" e le concessioni su larga scala di terre delle corona. In un simile contesto, la posizione di Dionigi appariva politicamente compromessa per via della sua vicinanza al duca, con il risultato che gli era impossibile aspirare a posizioni significative nella corte reale fino all'ascesa di Béla al trono ungherese. Dionigi iniziò la sua carriera politica come servitore reale (una categoria di feudatari sottomessa soltanto all'autorità del re) della moglie di Béla, Maria Lascaris di Nicea, nei primi anni del 1220.

### Campagne militari
(Cronaca di Galizia e Volinia (1233))
Dionigi si distinse militarmente in varie campagne del duca Béla nel periodo tra il 1228 e il 1233. La sua carriera militare precedente al 1235 è narrata in dettaglio da un singolo documento di Béla IV, che emanò il documento poco dopo la sua ascesa al trono ungherese nell'autunno del 1235. Di conseguenza, Dionigi prese parte a varie campagne del duca Béla, il quale scatenò delle guerre all'estero, a volte anche senza consultare il valore di suo padre Andrea II. Béla invase la Bulgaria e assediò Vidin nel 1228, perché l'imperatore Ivan Asen II tentò di ostacolare la conversione dei cumani al cattolicesimo nella parte più settentrionale del suo regno lungo il confine con l'Ungheria (la storiografia bulgara sostiene che la breve guerra si verificò nella primavera del 1232). Secondo il documento, quando i bulgari uscirono dal castello, Dionigi fu uno dei primi a combatterli e gli ungheresi li costrinsero a ripiegare verso la fortezza. Dionigi combatté pure contro l'esercito di Alessandro, fratello minore di Ivan Asen, che saccheggiò la regione circostante e cercò di bloccare le vie di rifornimento dell'esercito ungherese.
Danilo Romanovič scagliò una campagna militare contro Andrea d'Ungheria, signore della Galizia, scacciandolo dal principato entro marzo del 1230. Béla decise di aiutare il fratello minore Andrea a riconquistare il trono. Attraversò i Monti Carpazi e cinse d'assedio Halyč insieme ai suoi alleati cumani nel 1230 (la Cronaca di Galizia e Volinia indica erroneamente l'anno dell'attacco nel 1229); in quella circostanza, Dionigi combatté al fianco del suo signore. Fu presente all'assedio di Halyč, dove uccise con una lancia un soldato in fuga dal castello, e in seguito sconfisse una piccola unità vicino al forte di Kremenec' (Kuzmech). Catturò poi un boiardo e un famoso cavaliere di nome Matteo. Successivamente, Dionigi guidò un esercito in Volinia (Lodomeria) che assediò con successo il castello di Luc'k (Luchuchku). Tuttavia, il duca Béla non riuscì a catturare Halyč e ritirò le sue truppe ancora nel 1230. Lo storico ucraino Mychajlo Hruševs'kyj ha affermato che quest'informazione si riferisse in realtà alla campagna reale del 1226 di Andrea II contro Halyč.

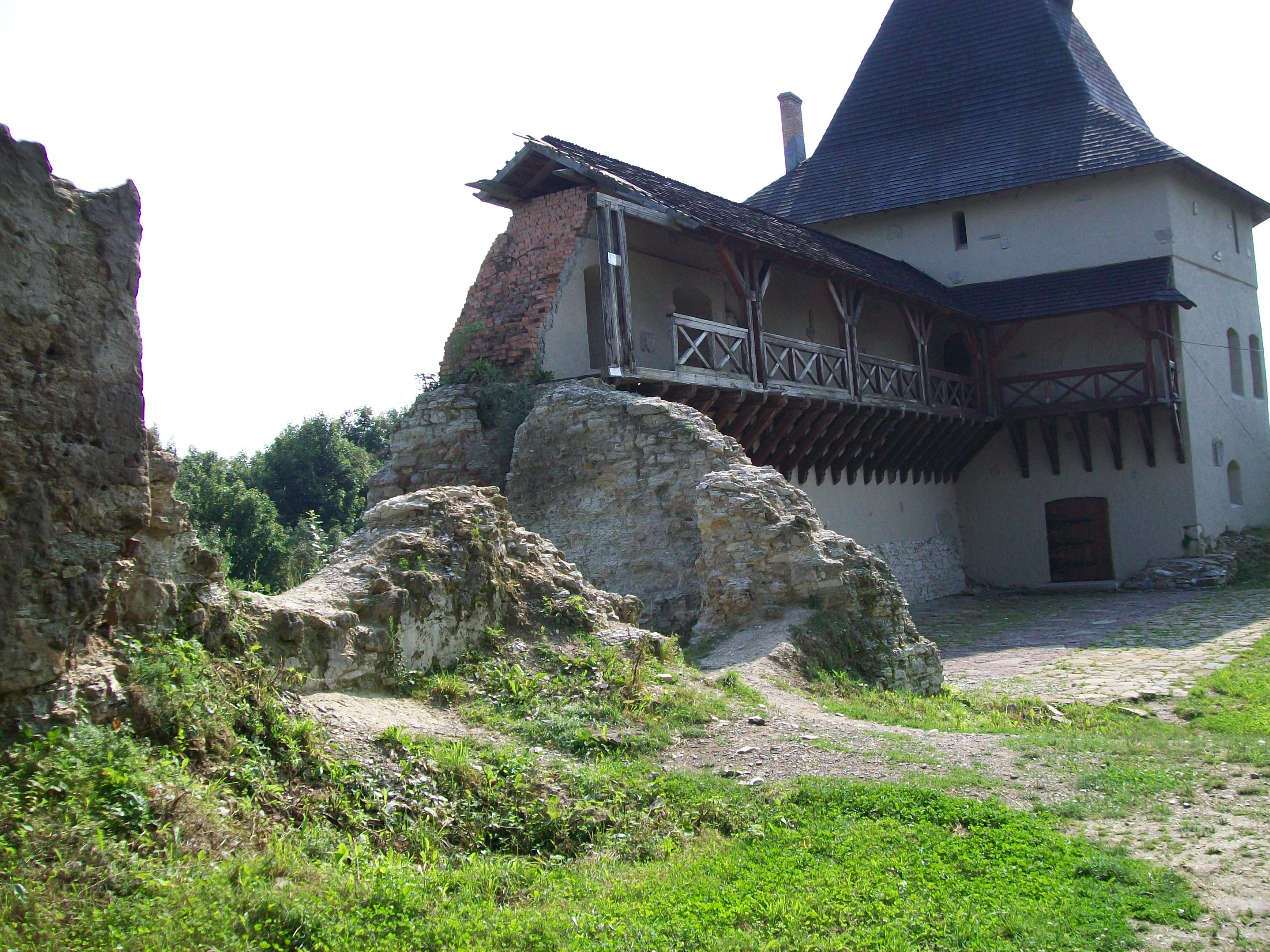
Rovine della fortezza di Halyč

Poco dopo essere succeduto a suo padre Leopoldo VI come duca d'Austria, Federico il Litigioso saccheggiò e razziò la zona di confine austro-ungarica nel 1230. Al ritorno in Ungheria, Dionigi, i cui feudi si trovavano nella regione, fu tra quegli aristocratici che respinsero le incursioni «tedesche» nell'ambito di una lotta scatenatasi lungo il confine. Dionigi fece prigioniero Artnide von Pettau, fratello di Federico IV e signore di Pettau (oggi Ptuj, Slovenia), per poi presentare il catturato in catene alla corte ducale di Béla. Lo storico austriaco Hans Pirchegger ha collocato la data del conflitto all'anno 1233. Nella seconda metà del 1231, Andrea II e Béla lanciarono congiuntamente una guerra contro Danilo Romanovič e invasero la Galizia per ripristinare il suo figlio più giovane, Andrea, sul trono della Galizia. Dionigi, presente al momento della campagna, fu gravemente ferito durante l'assedio di Jaroslavl (oggi Jarosław, in Polonia), quando fu colpito da alcune pietre scagliate dal castello.
Il duca Béla nominò Dionigi Türje voivoda di Transilvania nel 1233 (la precedente storiografia attribuiva erroneamente questa posizione a Dionigi Tomaj). In questa veste, Dionigi scortò Béla nella foresta di Bereg il 22 agosto 1233, dove il duca e i suoi principali sostenitori, tra cui Dionigi, eseguirono un giuramento che vide come protagonisti Andrea II e la Santa Sede, avvenuto due giorni prima. A quel tempo, sia Andrea II che Béla si prepararono per un'altra campagna contro la Galizia in supporto del giovane Andrea, che era coinvolto in un conflitto con Vladimiro IV Rurikovič, gran principe di Kiev e Danilo Romanovič. Il principe richiese rinforzi dall'Ungheria, ma a causa del conflitto interno con il clero e le continue incursioni di Federico d'Austria nella zona di confine occidentale, la famiglia reale ostacolò qualsiasi operazione in Galizia e poté inviare solo un piccolo esercito di soccorso guidato da Dionigi Türje, che arrivò nella provincia all'inizio dell'autunno del 1233. Come prevedibile, i magiati furono sconfitti da Vladimiro Rurikovič e dai suoi alleati cumani guidati da Köten vicino a Peremil, in Volinia. Dionigi si ritirò nel forte di Halyč con i superstiti e il principe Andrea perse completamente il sostegno dei boiardi locali. Approfittando della situazione, Danilo Romanovič si impadronì dell'intera Galizia-Volinia, esclusa la capitale Halyč, rimasta sotto il controllo ungherese. Al culmine di un assedio durato nove settimane, i difensori furono costretti alla fame e il re ungherese non fu in grado di lanciare un'altra campagna a causa della situazione austriaca. Stando alla Cronaca di Galizia e Volinia, Andrea di Galizia morì di inedia all'inizio del 1234, evento che determinò la fine del conflitto e della serie di tentativi del re Andrea II di annettere la Galizia-Volinia ai domini ungheresi. Dionigi Türje sopravvisse all'assedio e fu liberato dalla prigionia poco dopo, facendo ritorno in Ungheria in quell'anno. Lo storico nipponico-ungherese Toru Senga ha messo in dubbio l'identificazione di Dionigi Türje con il «Dijaniš» menzionato dalla Cronaca di Galizia e Volinia. Dal canto suo, la storica slovacca Angelika Herucová ha ritenuto che il nome si riferisca a Dionigi Tomaj, che scompare dalle fonti ungheresi dal 1231 fino alla fine del 1234 o all'inizio del 1235. Dionigi Türje preservò il ruolo di voivoda almeno fino al 1234.

### Fedele sostenitore di re Béla
Quando Béla IV ascese al trono ungherese nel settembre 1235, Dionigi fu nominato mastro cavaliere e lo fu fino al settembre 1241. Al contempo agì in veste di ispán (conte) degli stallieri (in ungherese lovászispán; in latino comes agasonum) nel 1235 e ispán del comitato di Temes nel 1240. In virtù della sua lealtà e dei servigi militari prestati durante gli anni come duca di Béla, Dionigi ottenne la signoria di Tapolcsány (l'attuale Topoľčany, in Slovacchia) con gli insediamenti circostanti annessi – Tavarnok (Tovarníky), Jalovec e Racsic (Račice, nel distretto di Nitrica) nel comitato di Nitra nel 1235. Grazie a tale donazione, Dionigi si trovò coinvolto in un conflitto di interessi con i Cavalieri Ospitalieri di Strigonio, i quali rivendicarono il feudo per sé citando l'ultima volontà del precedente proprietario Torda. Il caso fu risolto in via stragiudiziale; i cavalieri furono compensati con un'altra proprietà dalla ricchezza del defunto Torda, mentre Dionigi recuperò e pagò la dote di 100 marchi alla vedova.
Dionigi Türje prese parte alla battaglia di Mohi l'11 aprile 1241, combattuta nell'ambito della prima invasione mongola dell'Ungheria e terminata per i magiari con una disastrosa disfatta. Secondo la Historia Salonitana di Tommaso Arcidiacono, Dionigi figurava tra coloro che accompagnarono Béla IV quando fuggì dal campo di battaglia e fu inseguito fino alla costa della Dalmazia. Intorno al settembre del 1241, Béla lo nominò bano della Slavonia (mantenendo brevemente anche la dignità di mastro cavaliere). In seguito, adottò il titolo di «bano e duca di Slavonia» (in latino banus et dux totius Sclavonie) dopo il 1242, in seguito adottò anche il titolo di «bano delle province marittime» (in ungherese Primorje, in ungherese Tengermellék), che si sviluppava comprendendo le città costiere della Dalmazia. Preservò tale ruolo almeno fino al novembre 1244, anche se secondo un documento dalla dubbia autenticità, svolse la funzione di bano anche nell'aprile del 1245. Dionigi fu il primo signore ungherese non reale, a cui fu conferito il titolo di «dux», quando amministrava la provincia di Slavonia e Croazia. Gli fu affidato il compito di proteggere i confini del ducato, che versava in una situazione difficile dopo la morte del duca Colomanno, secondo un documento della corona del 1242. Nelle sue lettere alle città costiere, Dionigi Türje si definiva «dei gracia dux et banus», emulando la formula dei monarchi.
(Tommaso Arcidiacono, Historia Salonitana)
Negli anni successivi, Dionigi Türje divenne una figura centrale della politica dalmata di Béla. Il re ungherese sottrasse Zara alla Repubblica di Venezia nel 1242. Per tutta risposta, i veneziani lanciarono una campagna e assediarono la città costiera nel 1243, spingendo Béla a inviare Dionigi a fornire assistenza ai cittadini di Zara. Gli ungheresi non furono in grado di alleviare i difensori e anche Dionigi stesso fu ferito da una freccia. I cittadini di Zara si arresero e fuggirono dinanzi alla flotta di Venezia. Nel gennaio 1244, Ungheria e Venezia conclusero una pace. Béla rinunciò alla sua supremazia sulla città, mentre i veneziani ritirarono il loro sostegno al pretendente Stefano il Postumo. Gli ungheresi trattennero un terzo delle entrate doganali della città dalmata.
(Tommaso Arcidiacono, Historia Salonitana)
Dionigi fu poi coinvolto in una disputa in corso tra le città di Traù e Spalato. Béla, che si era rifugiato nella ben fortificata Traù durante l'invasione mongola, fu grato alla città, tanto da concederle delle terre vicino a Spalato le quali innescarono un conflitto prolungato tra le due città dalmate. I cittadini di Spalato elessero Matteo Ninoslao come loro principe. Spalato lanciò un attacco dal mare Adriatico e poi dalla terraferma nella primavera del 1244, ma non riuscì a espugnare Traù, distrusse solo la campagna circostante. Béla fu indignato per l'azione e, su richiesta dei patrizi di Traù, affidò a Dionigi il compito di guidare un esercito contro Spalato, mentre lui stesso si preparava per una guerra contro Ninoslao in Bosnia. Nell'esercito di Dionigi, altri importanti nobili e prelati ungheresi, Bartolomeo il Grosso, il vescovo di Pécs, Michele Hahót, l'ispán del comitato di Varasdino e File Miskolc, il prevosto di Zagabria comandarono le proprie truppe. Secondo Tommaso Arcidiacono, i cittadini di Spalato inviarono una delegazione di pace prima dell'arrivo dell'esercito. Dionigi sarebbe stato disposto ad abbandonare l'assedio in cambio di garanti e somme di denaro, ma i cittadini sottolinearono i loro privilegi reali. L'esercito di Dionigi, rafforzato anche dalle truppe della fortezza di Clissa, iniziò l'assedio il 12 luglio 1244. Dopo una settimana di scontri all'interno delle mura di Spalato, il 19 luglio i prefetti della città chiesero la pace a Dionigi Türje. Secondo le condizioni di pace, i cittadini e il capitolo della cattedrale giurarono fedeltà al re ungherese e furono pagati i danni. Poco dopo, Ugrino II Csák fu eletto arcivescovo di Spalato.

### Ultimi anni
Nel 1245, Dionigi, all'apice della sua carriera, fu nominato palatino d'Ungheria, la seconda carica secolare più prestigiosa dopo il re, e mantenne la posizione fino al 1246. Oltre a ciò, svolse anche la funzione di ispán del comitato di Somogy. In qualità di palatino, Dionigi giudicò le cause a Szántó, nel comitato di Zala, e a Ládony, nel comitato di Sopron. Funse da mastro tesoriere nel 1247, secondo László Markó, ricoprì tale carica tra il 1246 e il 1248. Ispán del comitato di Pozsony dal 1247 al 1248, fu nominato palatino per la seconda volta nel 1248. Sono sopravvissute due delle sue sentenze, ossia le cause che coinvolgevano Szántó, nel comitato di Zala, e Karcsa, nel comitato di Pozsony (oggi Kračany, in Slovacchia).
Dall'inizio del 1240, Dionigi accrebbe ulteriormente le sue ricchezze, acquisendo nuovi possedimenti. Per i suoi servigi prestati durante l'invasione mongola e i successivi anni in Dalmazia, Dionigi ottenne da Béla IV Obrovnica, Haraszt e Cerova-Borda (vicino all'attuale Marinovec) nel comitato di Križevci nel 1244. Nel 1246 acquistò Barlabáshida nel comitato di Zala per 40 marchi d'argento (un anno dopo Dionigi donò il sito al monastero di Türje) e acquisì sia Csoma sia Gortva, nel comitato di Gömör. Dalla seconda metà del 1240, Dionigi risiedette stabilmente a Szentgrót ed è plausibile che egli o suo cugino Tommaso avessero eretto il forte locale. Dionigi divenne ispán del comitato di Szolnok tra il 1251 e il 1255, fino alla sua morte. Oltre alla carica, Béla donò a Dionigi il villaggio di Bonyha (oggi Bahnea, in Romania). Dionigi Türje fu sepolto nella prepositura premostratense di Türje, da lui stesso fondata, vicino al suo altare. Il sito della sua tomba originale è stato scavato dagli archeologi durante i lavori di ristrutturazione della chiesa nel periodo tra il 2018 e il 2020. Sfortunatamente, non è stata trovata alcuna traccia dei suoi resti, in quanto successive sepolture sono avvenute sopra la tomba nel XVIII secolo.